# CANX 6
CANX 6 ou CanX 6, acrônimo de Canadian Advanced Nanospace eXperiments 6, é um satélite artificial canadense lançado no dia 28 de abril de 2008 por um foguete indiano PSLV a partir do Centro Espacial de Satish Dhawan.

## Características
A missão do CanX 6, de 16 kg de massa e construído pelo Instituto de Estudos Aeroespaciais da Universidade de Toronto, é servir como demostrador no campo da comunicação e acompanhamento de navios oceânicos.